# كيجيرو أوغوا
كيجيرو أوغوا (باليابانية: 小川 慶治朗) (14 يوليو 1992 في أوساكا في اليابان – )؛ هو لاعب كرة قدم ياباني سابق كان يلعب كمهاجم.

## وصلات خارجية
- كيجيرو أوغوا على موقع الاتحاد الدولي (مؤرشف)  (الإنجليزية)
- كيجيرو أوغوا على موقع رابطة كرة القدم اليابانية للمحترفين (اليابانية)
- كيجيرو أوغوا على موقع قاعدة بيانات كرة القدم.إي يو (الإنجليزية)
- كيجيرو أوغوا على موقع Soccerway.com (الإنجليزية)
- كيجيرو أوغوا على موقع عالم كرة القدم.نت (الإنجليزية)
- كيجيرو أوغوا على موقع كووورة